# Obština Loveč
Obština Loveč (bulharsky Община Ловеч) je bulharská jednotka územní samosprávy v Lovečské oblasti. Leží ve středním Bulharsku v Předbalkánu. Správním střediskem je město Loveč, kromě něj zahrnuje obština 34 vesnice. Žije zde zhruba 45 tisíc stálých obyvatel.

## Sídla
- Ablanica
- Alexandrovo[p 1]
- Bachovica[p 1]
- Bălgarene
- Brestovo
- Čavdarci
- Dăbrava
- Devetaki
- Dojrenci[p 1]
- Drenov
- Goran
- Gorno Pavlikene
- Gostiňa
- Chlevene
- Izvorče
- Joglav
- Kazačevo
- Kăkrina
- Lešnica
- Lisec[p 1]
- Loveč[p 2] (sídlo správy)
- Malinovo[p 1]
- Prelom
- Presjaka
- Raďuvene[p 1]
- Skobelevo
- Slatina[p 1]
- Slavjani[p 1]
- Slivek
- Smočan
- Sokolovo
- Stefanovo
- Tepava
- Umarevci
- Vladiňa

## Sousední obštiny
| Růžice kompasu | Pleven  | Pordim        | Letnica  | Růžice kompasu |
| Růžice kompasu | Ugărčin | Sever         | Sevlievo | Růžice kompasu |
| Růžice kompasu | Ugărčin | Obština Loveč | Sevlievo | Růžice kompasu |
| Růžice kompasu | Ugărčin | Jih           | Sevlievo | Růžice kompasu |
| Růžice kompasu | Trojan  |               |          | Růžice kompasu |

## Obyvatelstvo
V obštině žije 44 796 obyvatel a je zde trvale hlášeno 50 040 obyvatel. Podle sčítání 7. září 2021 bylo národnostní složení následující:
- Bulhaři: 35 372 (94.5 %)
- Turci: 1 298 (3.5 %)
- Romové: 593 (1.6 %)
- ostatní: 158 (0.4 %)

V období 2011 až 2021 v obštině ubylo 8 529 obyvatel.